# Лапласов оператор
Лапласов оператор, у математици, је елиптички диференцијални оператор другог реда. Има бројне примене широм математике, те у физици, електростатици, квантној механици, обради снимака, итд. Назван је по француском математичару Пјеру Симону Лапласу.
Имајући у виду појмове дивергенције и градијента, за дату скаларну функцију {\displaystyle u=u(x,y,z)}, биће:
{\displaystyle div\,grad\,u=({\frac {\partial ^{2}u}{\partial x^{2}}},{\frac {\partial ^{2}u}{\partial y^{2}}},{\frac {\partial ^{2}u}{\partial z^{2}}})},
што се може написати као:
{\displaystyle div\,grad\,u=({\frac {\partial ^{2}}{\partial x^{2}}},{\frac {\partial ^{2}}{\partial y^{2}}},{\frac {\partial ^{2}}{\partial z^{2}}})u}.
Десна страна последњег израза, без ознаке за функцију {\displaystyle u}, представља Лапласов оператор и обележава се са делта - Δ:
{\displaystyle \Delta =({\frac {\partial ^{2}}{\partial x^{2}}},{\frac {\partial ^{2}}{\partial y^{2}}},{\frac {\partial ^{2}}{\partial z^{2}}})}.
Користећи оператор набла, тај израз можемо записати као:
{\displaystyle \nabla ^{2}\phi =\nabla \cdot (\nabla \phi )\;.}

## Координатни изрази
У једнодимензионалном и дводимензионалном Декартовом координатном систему Лапласов оператор је:
{\displaystyle \Delta _{1}\equiv \nabla _{1}^{2}={\partial ^{2} \over \partial x^{2}}\;,\quad \Delta _{2}\equiv \nabla _{2}^{2}={\partial ^{2} \over \partial x^{2}}+{\partial ^{2} \over \partial y^{2}}\;.}
У тродимензионалном Декартовом координатном систему је :
{\displaystyle \Delta _{3}\equiv \nabla _{3}^{2}={\partial ^{2} \over \partial x^{2}}+{\partial ^{2} \over \partial y^{2}}+{\partial ^{2} \over \partial z^{2}}\;.}
У тродимензионалном цилиндричном координатном систему је:
{\displaystyle \nabla ^{2}t={1 \over r}{\partial  \over \partial r}\left(r{\partial t \over \partial r}\right)+{1 \over r^{2}}{\partial ^{2}t \over \partial \phi ^{2}}+{\partial ^{2}t \over \partial z^{2}}}
У тродимензионалном сферном координатном систему је :
{\displaystyle \nabla ^{2}t={1 \over r^{2}}{\partial  \over \partial r}\left(r^{2}{\partial t \over \partial r}\right)+{1 \over r^{2}\sin \theta }{\partial  \over \partial \theta }\left(\sin \theta {\partial t \over \partial \theta }\right)+{1 \over r^{2}\sin ^{2}\theta }{\partial ^{2}t \over \partial \phi ^{2}}}
У Еуклидском простору {\displaystyle {\mathbb {R} }^{n}} Лапласов оператор је дат у стандардним координатама као
{\displaystyle \Delta _{n}=\nabla _{n}^{2}=\sum _{j=1}^{n}{\frac {\partial ^{2}}{\partial x_{i}^{2}}}}.
Лапласов оператор у општим криволинијским координатама дан је са:
{\displaystyle \nabla ^{2}f(q_{1},\ q_{2},\ q_{3})=\operatorname {div} \,\operatorname {grad} \,f(q_{1},\ q_{2},\ q_{3})=}
{\displaystyle ={\frac {1}{H_{1}H_{2}H_{3}}}\left[{\frac {\partial }{\partial q_{1}}}\left({\frac {H_{2}H_{3}}{H_{1}}}{\frac {\partial f}{\partial q_{1}}}\right)+{\frac {\partial }{\partial q_{2}}}\left({\frac {H_{1}H_{3}}{H_{2}}}{\frac {\partial f}{\partial q_{2}}}\right)+{\frac {\partial }{\partial q_{3}}}\left({\frac {H_{1}H_{2}}{H_{3}}}{\frac {\partial f}{\partial q_{3}}}\right)\right],}
где су {\displaystyle H_{i}\ } Ламеови коефицијенти.
У случају Римановога криволинијскога простора дефинисанога метричким тензором {\displaystyle g_{ij}} Лапласијан је дан са:
{\displaystyle \nabla ^{2}f={\frac {1}{\sqrt {g}}}\sum _{i=1}^{n}{\frac {\partial }{\partial x^{i}}}({\sqrt {g}}\sum _{k=1}^{n}g^{ik}{\frac {\partial f}{\partial x^{k}}})}
а метрика простора дефинисана је са:
{\displaystyle ds^{2}=\sum _{i,j=1}^{n}g_{ij}dx^{i}dx^{j}} .

## Својства
Лапласов оператор је линеаран:
{\displaystyle \nabla ^{2}(f+g)=\nabla ^{2}f+\nabla ^{2}g\;.}
Такође важи :
{\displaystyle \nabla ^{2}(fg)=(\nabla ^{2}f)g+2(\nabla f)\cdot (\nabla g)+f(\nabla ^{2}g)\;.}

## Уопштења
Лапласов оператор се може уопштити на више начина. Даламберов оператор је дефинисан на простору Минковског. Лаплас-Белтрамијев оператор је елиптички диференцијални оператор другог реда дефинисан на свакој Римановој многострукости. Лаплас-де Рамов оператор дејствује на просторима диференцијалних форми на псеудо-Римановим површима.